# Piotr Cywiński

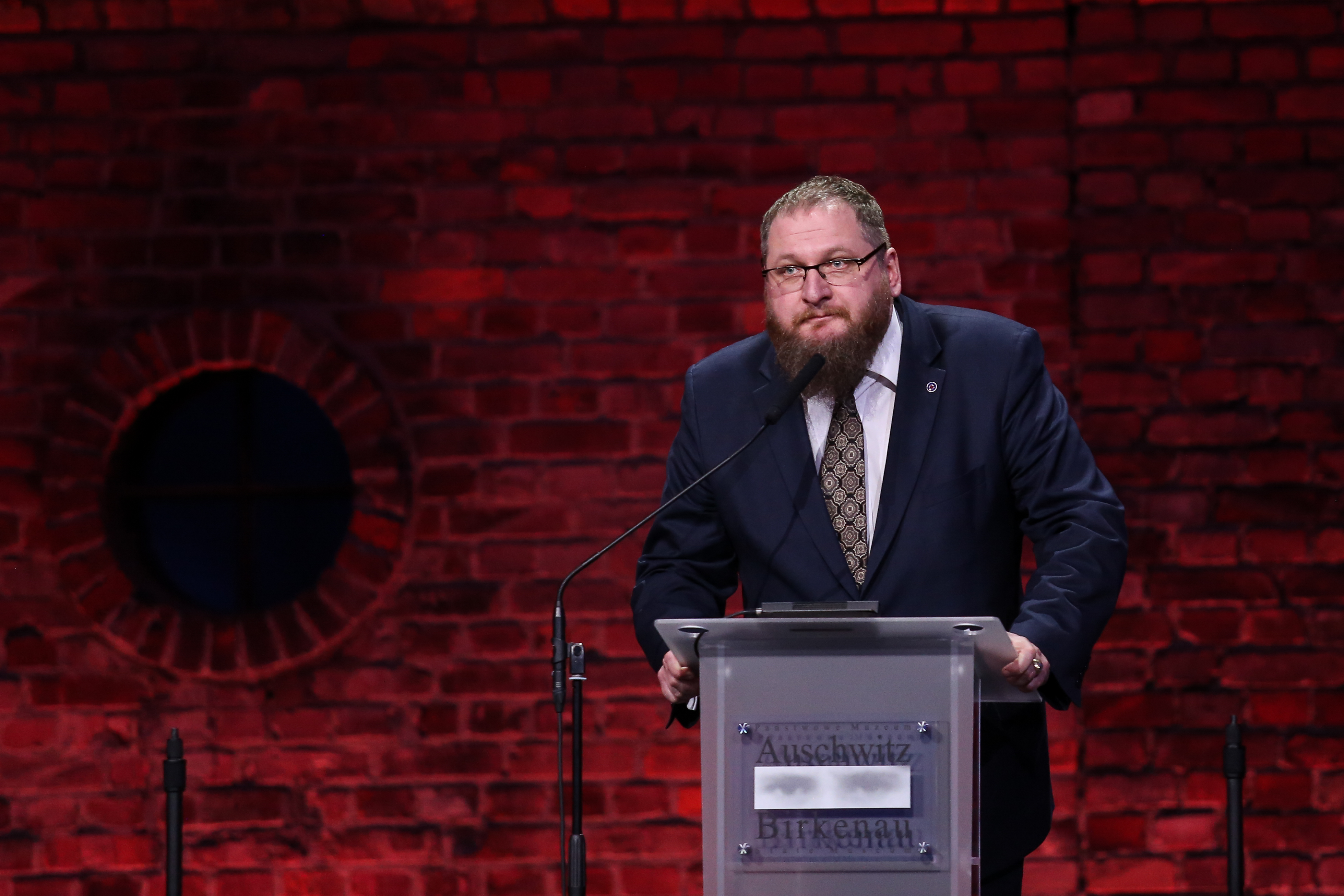
Piotr Cywiński während des 75. Jahrestages der Befreiung von Auschwitz (2020)

Piotr Mateusz Andrzej Cywiński (* 16. April 1972 in Warschau) ist ein polnischer Historiker. Er ist Mitglied im Internationalen Auschwitz-Komitee. Seit September 2006 leitet er das Staatliche Museum Auschwitz-Birkenau (polnisch Państwowe Muzeum Auschwitz-Birkenau, Gedenkstätte zum deutschen Vernichtungslager KZ Auschwitz-Birkenau) auf dem Gebiet der südpolnischen Stadt Oświęcim.

## Leben
Viele Jahre seines Lebens verbrachte Piotr Cywiński in der Schweiz und Frankreich mit seinem Vater, dem oppositionellen Publizisten Bohdan Cywiński, der aus politischen Gründen ins Exil gegangen war. Er studierte Geschichte und war u. a. Europavorsitzender des Weltverbands katholischer Akademiker und Künstler, „Pax Romana“.
Der ehemalige polnische Außenminister und Botschafter in Wien Władysław Bartoszewski holte Cywiński im Jahr 2000 als Sekretär in das Internationale Auschwitz Komitee. Seit 2006 ist er der Leiter des Museums Auschwitz-Birkenau.
2005–2007 war Piotr Cywiński stellvertretender Vorsitzender von Wikimedia Polska, seit Mai 2007 ist er Mitglied der Revisionskommission dieser Gesellschaft.
Am Gedenktag am 27. Januar 2023 zog er Parallelen zum russischen Überfall auf die Ukraine: „Wieder werden in Europa massenhaft unschuldige Menschen getötet. Da Russland nicht in der Lage ist, die Ukraine zu erobern, hat es beschlossen, sie zu zerstören.“ Ähnlich wie in der Zeit des Nationalsozialismus seien die Ursachen auch jetzt „kranker Größenwahn und Gier nach Macht“, nur sei „das Ganze auf Russisch geschrieben“.

## Ehrungen und Auszeichnungen
- 2006: Goldenes Verdienstkreuz der Republik Polen
- 2008: Ritterkreuz des Orden Polonia Restituta
- 2010: Offizierskreuz des Orden Polonia Restituta
- 2012: Ritter des belgischen Kronenordens
- 2013: Ritter des Ordens des heiligen Karl
- 2014: Offizier des Phönix-Ordens
- 2015: Ritter des Ordre des Palmes Académiques
- 2015: Gloria-Artis-Medaille für kulturelle Verdienste
- 2020: Pro Ecclesia et Pontifice
- 2019: Ritter der Ehrenlegion
- 2020: Bundesverdienstkreuz am Bande